# Józef Kubicz
Józef Kubicz (ur. 26 października 1906 w Świlczy, zm. 9 listopada 1988 we Wrocławiu) – polski profesor medycyny, dermatolog.

## Życiorys
Syn  Walentego Kubicza i Anieli z domu Czach. Miał brata Stanisława (1908–1986), potem lekarza radiologa, siostry Marię i Zofię. W latach 1914–17 uczęszczał do szkoły powszechnej w rodzinnej miejscowości, następnie do gimnazjum klasycznego im. Stanisława Konarskiego w Rzeszowie. W latach 1925–1930 studiował filozofię na Wydziale Humanistycznym Uniwersytetu Jana Kazimierza we Lwowie. Po uzyskaniu tytułu doktora filozofii odbył w latach 1930-31 służbę wojskową, podczas której ukończył kurs w Szkole Podchorążych Rezerwy Artylerii we Włodzimierzu Wołyńskim. W 1936 rozpoczął studia na Wydziale Lekarskim Uniwersytetu we Lwowie, przerwane przez wybuch wojny.
Podczas okupacji aresztowany przez NKWD. Zwolniony z więzienia, kontynuował studia na uniwersytecie we Lwowie, przemianowanym na Instytut Medyczny; w 1941 roku ukończył studia z dyplomem lekarza. Od 1941 do 1943 roku pracował jednocześnie w Instytucie Badań nad Tyfusem Plamistym i Wirusami u Rudolfa Weigla, jako strzykacz i kontroler, i w Klinice Pediatrycznej Franciszka Groëra. Po zakończeniu działań wojennych przeniósł się do Wrocławia i podjął pracę w tamtejszej Klinice Dermatologii Uniwersytetu Wrocławskiego jako starszy asystent, od 1949 do 1954 roku jako adiunkt. W 1950 roku otrzymał tytuł doktora nauk medycznych, w 1954 roku został mianowany docentem, a w 1965 roku profesorem nadzwyczajnym. Od 1961 do przejścia na emeryturę w 1977 roku kierował Katedrą i Kliniką Dermatologii Akademii Medycznej we Wrocławiu. Prodziekan w latach 1954-55 i dziekan Wydziału Lekarskiego Akademii Medycznej w latach 1956-1960.
Z małżeństwa z Aleksandrą Mrozkówną, zawartego 19 listopada 1955 roku, urodziło się dwoje dzieci, Ziemowit (ur. 1956) i Dominika (ur. 1971). Zmarł po długiej chorobie 9 listopada 1988 roku. Pochowany jest na wrocławskim cmentarzu, a jego serce, zgodnie z ostatnią wolą, złożono w rodzinnym grobowcu na cmentarzu w Świlczy. 15 listopada 2006 odsłonięto pamiątkową tablicę na jego cześć w Muzeum Kliniki Dermatologii, Wenerologii i Alergologii Akademii Medycznej we Wrocławiu.

## Dorobek naukowy
Zajmował się syndromatologią dermatologiczną i wyodrębnił kilka rzadkich zespołów chorobowych. W polskim piśmiennictwie dermatologicznym można spotkać terminy zespołu Kubicza I (nadmierne owłosienie meszkowe z dystrofią ektodermalną; łac. hypotrichosis dystrophica et lanuginosa) i zespołu Kubicza II (wrodzona naczyniakowatość twarzy z symetrycznymi teleangiektazjami ciała; łac. haemangiomatosis centrofacialis et teleangiectasiae symmetricae corporis congenitae), wprowadzone przez Michałowskiego. Opracował nowe receptury preparatów leczniczych, w tym, wspólnie z Michałem Masiakiem, maści Linomag.
Był opiekunem trojga habilitantów: Adama Nowaka, Feliksa Wąsika i Aleksandry Woytoń, oraz promotorem sześciu doktorantów.
Został pochowany na Cmentarzu Świętej Rodziny we Wrocławiu.

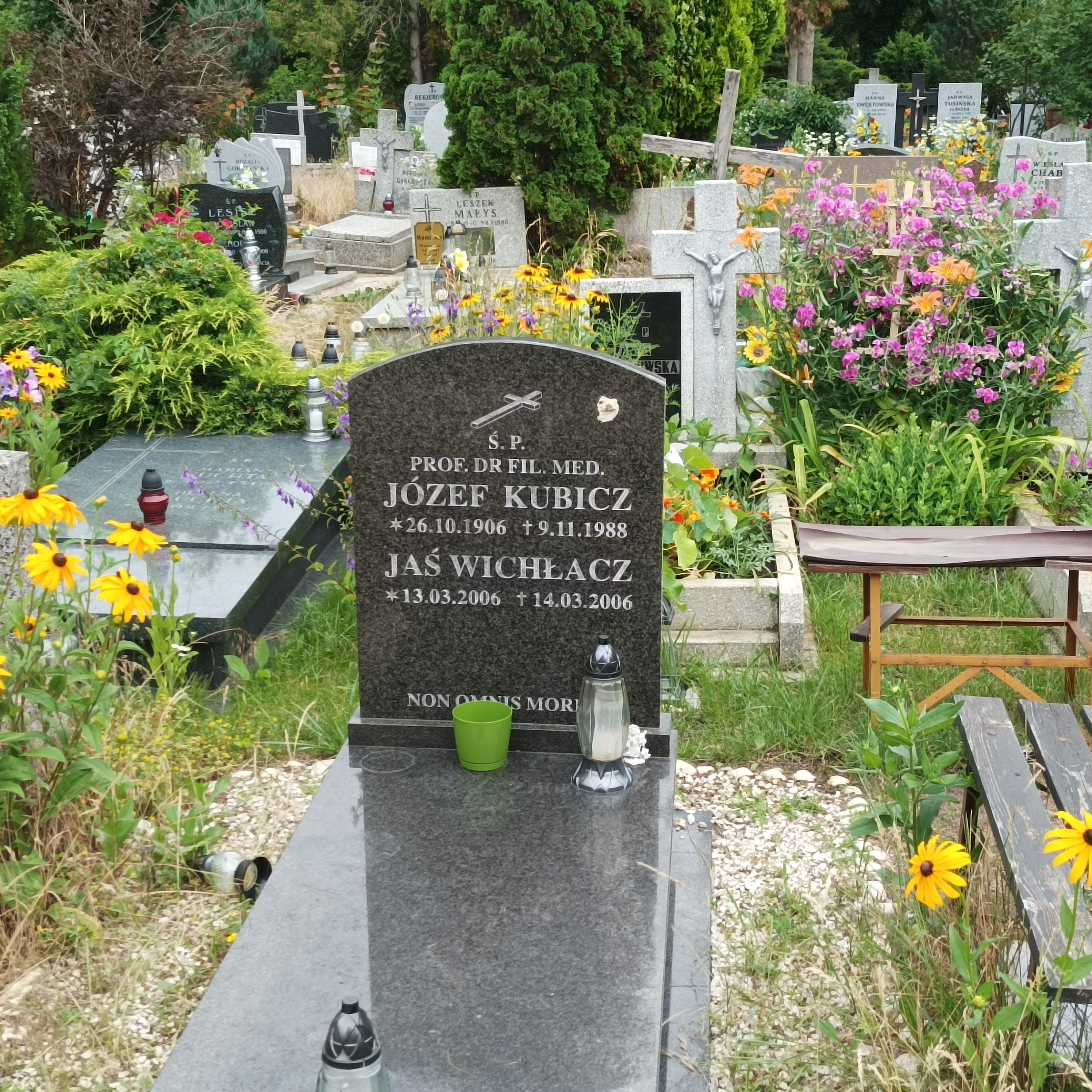
Grób prof. Józefa Kubicza na Cmentarzu Świętej Rodziny we Wrocławiu